# 卡姆揚卡河 (西布格河支流)
卡姆揚卡河（烏克蘭語：Кам'янка）是烏克蘭西部利沃夫州的河流，並屬於西布格河的左支流。該河發源自庫利基夫以北，河口在卡姆揚卡-布茲卡附近，河道全長38公里，流域面積142平方公里。